# Jamaica az 1956. évi nyári olimpiai játékokon
Jamaica az ausztráliai Melbourne-ben és a svédországi Stockholmban megrendezett 1956. évi nyári olimpiai játékok egyik részt vevő nemzete volt. Az országot az olimpián 1 sportágban 6 sportoló képviselte, akik érmet nem szereztek.

## Atlétika
Férfi
| Versenyző                                                | Versenyszám     | Előfutam | Előfutam | Negyeddöntő | Negyeddöntő | Elődöntő | Elődöntő | Döntő   | Döntő    |
| Versenyző                                                | Versenyszám     | Idő      | Hely.    | Idő         | Hely.       | Idő      | Hely.    | Idő     | Helyezés |
| -------------------------------------------------------- | --------------- | -------- | -------- | ----------- | ----------- | -------- | -------- | ------- | -------- |
| Keith Gardner                                            | 100 m           | 11,1     | 3.       | kiesett     | kiesett     | kiesett  | kiesett  | kiesett | kiesett  |
| Keith Gardner                                            | 110 m gát       | 14,6     | 5.       |             | kiesett     | kiesett  | kiesett  | kiesett |          |
| Richard Estick                                           | 200 m           | 25,5     | 5.       | kiesett     | kiesett     | kiesett  | kiesett  | kiesett | kiesett  |
| Malcolm Spence                                           | 200 m           | 21,7     | 6.       | kiesett     | kiesett     | kiesett  | kiesett  | kiesett | kiesett  |
| Malcolm Spence                                           | 400 m           | 48,2     | 2.       | 47,4        | 2.          | 47,4     | 6.       | kiesett | kiesett  |
| George Kerr                                              | 400 m           | 49,7     | 2.       | 47,7        | 4.          | kiesett  | kiesett  | kiesett | kiesett  |
| Melville Spence                                          | 400 m           | 47,9     | 2.       | 47,3        | 3.          | 47,5     | 4.       | kiesett | kiesett  |
| Melville Spence                                          | 200 m           | 21,9     | 4.       | kiesett     | kiesett     | kiesett  | kiesett  | kiesett | kiesett  |
| Keith Gardner George Kerr Malcolm Spence Melville Spence | 4 × 400 m váltó | 3:11,0   | 2.       |             | kizárták    | kizárták |          |         |          |

| Versenyző     | Versenyszám | Selejtező | Selejtező | Döntő    | Döntő    |
| Versenyző     | Versenyszám | Eredmény  | Helyezés  | Eredmény | Helyezés |
| ------------- | ----------- | --------- | --------- | -------- | -------- |
| Ernle Haisley | Magasugrás  | 192 cm    | 19.       | 196 cm   | 15.      |